# Attilio Banfi
Attilio Banfi (Verona, 24 giugno 1909 – Verona, 22 maggio 1989) è stato un calciatore italiano, di ruolo difensore.

## Carriera
Debutta in massima serie con il Verona nella stagione 1927-1928; con i gialloblu disputa due campionati di Divisione Nazionale per un totale di 2 presenze, ed un campionato di Serie B per un totale di 9 presenze.
Dopo aver militato nello Schio, nel 1932 passa al Cagliari con cui gioca in Serie B per due anni, disputando in totale 42 partite.